# Isus i preljubnica
Isus i preljubnica poznata je biblijska priča iz Novoga zavjeta. Ova perikopa nalazi se u Evanđelju po Ivanu (Iv, 7:53-8:11). Bila je predmetom mnogih bogoslovnih rasprava.
Isus je sjeo u jeruzalemskom hramu kako bi podučavao ljude. Skupina svećenika i farizeja došla je suočiti se s Isusom, prekidajući njegovu poučnu raspravu. Doveli su ženu, optužujući je za preljub, tvrdeći da je uhvaćena u samom činu. Oni pitaju Isusa da li bi nekoga poput nje trebalo kamenovati, kako je propisano židovskim Zakonom. Riječi kojima se pozivaju na Zakon tražeći smrt, Isus će čuti kad njega budu osuđivali na smrt. Isus najprije zanemaruje pridošlice i piše prstom po podu. Vjeruje se, da je pisao njihove grijehe. Ali kad nisu odustajali, Isus je rekao neka prvi baci kamen tko je bez grijeha.
Optužitelji odlaze ostavljajući Isusa samoga sa ženom. Znali su da nisu bez grijeha i čak kada bi se i pravili da jesu, Isus će to lako demantirati. Žena se čudila da je nitko nije osudio. Isus kaže da je on, također ne osuđuje i govori joj da više ne griješi. Time je pokazao, da ne želi smrt grešnih ljudi, nego da se poprave i spase.